# Saint-Didier, Nièvre
Saint-Didier là một xã của tỉnh Nièvre, thuộc vùng Bourgogne-Franche-Comté, miền trung nước Pháp.